# 哈达铺会议
哈达铺会议是中国共产党1935年9月22日在甘肃省岷县哈达铺（今属宕昌县）召开一系列会议。哈达铺会议旧址现为全国重点文物保护单位。
红一方面军于1935年9月17日突破天险腊子口，进入甘肃岷县，18日先遣部队占领哈达铺。20日，毛泽东、张闻天、周恩来等中央领导到达哈达铺。22日在张闻天主持下，中共中央在“义和昌药店”召开政治局常委会议，讨论研究干部问题和部队整编，决定将红一 、三军和中央军委纵队整编为 “中国工农红军陕甘支队”，下设三个纵队，共7000余人，彭德怀任司令员，毛泽东任政治委员，史称“哈达铺整编”。党中央又在哈达铺关帝庙召开团以上干部会议，毛泽东作了《关于形势和任务的政治报告》，并代表党中央向全军正式发布了 “到陕北去”的决定。毛泽东在这次会议上高度赞扬了红军英勇顽强的战斗精神时，再次提到了“两万多里长征”，于是“长征”这个词开始在红军中广泛宣传使用。